# Peter Giles
 (avril 2021).
Peter Anthony Giles, né le 17 juin 1944 à Winton, Bornemouth dans le Dorset en Grande-Bretagne est un chanteur et bassiste britannique, il est frère du batteur Michael Giles. Tous les deux ont joué avec le groupe King Crimson.

## Carrière
Peter commence sa carrière en 1960 avec le groupe Johnny King and The Raiders, formé de Johnny King au chant, Graham (Wes) Douglas et Roger Collins à la guitare, Peter à la basse et son frère Michael à la batterie. Il n'y a aucune trace d'enregistrements quelconque nulle part, ni en single ni en album. Cette formation dure au moins un an puis les frères Giles quittent pour rejoindre le groupe Dave Anthony And The Rebels, avec outre le chanteur Dave Anthony (de son vrai nom Anthony Head). On y retrouve aussi le pianiste et guitariste Al Kirtley, Peter à la basse et Michael à la batterie.
À cette époque, les groupes se forment et se séparent rapidement, Peter et Michael se retrouvent alors à jouer avec The Dowlands de 1961 à 1963. Durant ce temps ils produisent huit singles qui se retrouvent sur un album compilation publié en 1998 intitulé All My Loving. Ils se renomment ensuite The Dowland Brothers & the Soundtracks formés du chanteur Alan Barry (nom civil Bowery), des frères David et Gordon Dowland à la guitare, de Gordon Haskell au chant et à la guitare (qui chantera plus tard avec King Crimson sur les albums In the Wake of Poseidon et Lizard) et bien sûr Peter Giles à la basse et Michael à la batterie. À la suite de quoi les frères Giles jouent avec deux formations plutôt obscures, The Sands et The Interns durant l'année 1963, puis forment Trendsetter Limited avec lesquels ils gravent quatre singles, durant leur séjour avec ce groupe qui change de nom pour The Trend. Le groupe est formé de Geoff Robinson à la guitare, Al Kirtley au piano, Peter à la basse, Michael Blakesley au trombone et Michael à la batterie. Jusqu'en 1966, alors que le groupe se sépare, Peter et son frère optent alors pour une autre formation appelée The Brain qui publie deux singles en 1967.

## De Giles, Giles & Fripp à King Crimson
Et c'est en cette même année 1967 que les frères Giles publient une annonce dans un journal à la recherche d'un claviériste sachant chanter, afin de former un nouveau groupe. Or, c'est un guitariste qui ne chante pas qui se présente, Robert Fripp. Ils forment ainsi le trio Giles, Giles & Fripp, ils produisent un seul album The Cheerful Insanity of Giles, Giles and Fripp, réédité sous le titre The Brondesbury Tapes avec le multi-instrumentiste Ian McDonald et la chanteuse Judy Dyble ex-Fairport Convention.
À la suite du départ de Peter Giles vers d'autres chemins et de Judy Dyble partie former le duo Trader Horn avec le claviériste et choriste du groupe Them Jackie McAuley, Giles, Giles & Fripp recrutent le guitariste-bassiste-chanteur de Dorset Greg Lake, et le parolier Peter Sinfield. Ainsi nait King Crimson qui produit son premier album In the Court of the Crimson King en 1969. Après une tournée en Amérique, Ian McDonald et Michael Giles sont désillusionnés et quittent le groupe afin d'enregistrer un album en duo, McDonald and Giles sortit en 1971, Peter Giles y joue la basse. Par la suite, Fripp reforme une nouvelle mouture de King Crimson avec Gordon Haskell au chant sur une seule pièce Cadence and Cascade et Greg Lake au chant sur les autres chansons de l'album In The Wake Of Poseidon. Michael Giles à la batterie et son frère Peter à la basse y participent également en tant qu'invités. Les autres musiciens sont Mel Collins au saxophone et à la flûte et Keith Tippett au piano.

## 21st Century Schizoid Band
Par la suite, on retrouve Peter Giles sur un album de Todd Dillingham et intitulé Vast Empty Spaces en 1994, avec Mike Wedgwood, Andy Ward et Anthony Aldridge. Il revient à la musique en 2002 avec le groupe 21st Century Schizoid Band qui produisent quatre albums avec d'anciens musiciens de Crimson, Ian McDonald, Mel Collins aux saxophones et aux claviers et Michael Giles à la batterie. En 2009 paraît l'album compilation The Giles Brothers 1962-1967 sur lequel se retrouvent la majorité des singles gravés par les groupes avec lesquels ils ont joué durant ces années. L'une des chansons du groupe The Brain, One In A Million est reprise par Giles, Giles & Fripp sur leur album de 1968.

## Discographie

### The Dowlands

#### Singles
- 1962 : Little Sue/Julie - Face A The Dowlands, Face B The Soundtracks
- 1962 : Big Big Fella/Don't Ever Change
- 1963 : Lonely Johnny/Do You Have To Make Me Blue
- 1963 : All My Loving/Hey Sally
- 1963 : Breakups/A Love Like Ours - Face A The Dowlands, Face B The Soundtracks
- 1964 : I Walk The Line/Happy Endings
- 1964 : Wishing And Hoping/You Will Regret It
- 1965 : Don't Make Me Over/Someone Must Be Feeling Sad

#### Compilation
- 1998 : All My Loving

### Trendsetters Limited

#### Singles
- 1964 : In A Big Way/Lucky Date
- 1964 : Go Away/Lollipops And Roses
- 1964 : Hello Josephine/Move On Over
- 1964 : You Sure Got A Funny Way Of Showing Your Love/I'm Coming Home

### The Trend

#### Singles
- 1966 : Boyfriends And Girlfriends/Shot On Sight

### The Brain

#### Singles
- 1967 : Kick The Donkey/Nightmares In Red
- 1967 : Murder/Most Likely You Go Your Way (And I'll Go Mine)

### Giles, Giles & Fripp

#### Albums
- 1968 : The Cheerful Insanity Of Giles, Giles And Fripp
- 1968 : The Brondesbury Tapes
- 2001 : Metaphormosis

### King Crimson

#### Album
- 1970 : In The Wake Of Poseidon

### McDonald & Giles

#### Album
- 1970 : McDonald & Giles

### Todd Dillingham With Mike Wedgwood, Andy Ward, Anthony Aldridge And Peter Giles

#### Album
- 1994 : Vast Empty Spaces

### Michael Giles

#### Album solo
- 2002 : Progress - (Enregistré en 1978).

### 21st Century Schizoid Band

#### Albums
- 2002 : Official Bootleg Volume One
- 2003 : Live In Japan
- 2003 : Live In Italy
- 2006 : Pictures Of A City - Live In New York - 2 CD

### Peter Giles & Michael Giles

#### Album Compilation
- 2009 : The Giles Brothers 1962 > 1967